# 2021 en physique
Cet article présente les faits marquants de l'année 2021 en physique.

## Évènements
- 28 juillet : publication d'une étude identifiant des réflexions lumineuses provenant de la face cachée du trou noir central de la galaxie I Zwicky 1 (800 millions d’années-lumière). Cette étude confirme la théorie de la relativité générale d'Albert Einstein concernant la courbure de l'espace par des objets supermassifs[1],[2].
- 29 juillet : annonce par la collaboration LHCb de la mise en évidence du tétraquark Tcc+ (ccq)[3].

## Prix
- Prix Nobel de physique : Syukuro Manabe, Klaus Hasselmann et Giorgio Parisi

## Décès
- Hermann Flaschka (né en 1945), physicien mathématicien austro-américain.
- 1er avril : Isamu Akasaki (né en 1929), physicien japonais, colauréat du prix Nobel de physique 2014.
- 8 mai : Gordon Pettengill (né en 1926), radioastronome et physicien américain.
- 17 juillet : Claudine Hermann (né en 1945), physicienne française, fondatrice de l'association Femmes & Sciences.
- 23 juillet : 
  - Toshihide Maskawa (né en 1940), physicien japonais.
  - Steven Weinberg (né en 1933), physicien américain, prix Nobel de physique en 1979.
- 11 septembre : Simon Schnoll (né en 1930), biophysicien et historien des sciences soviétique.
- 17 septembre : Thanu Padmanabhan (né en 1957), astrophysicien indien.
- 7 octobre : Myriam Sarachik (née en 1933), physicienne américaine.
- 10 octobre : Abdul Qadeer Khan (né en 1936), physicien pakistanais.
- 4 décembre : Paul Lannoye (né en 1939), physicien et homme politique belge.